# الطور الاسفل (كحلان الشرف)

تعديل مصدري - تعديل

الطور الاسفل هي إحدى قرى عزلة مدوم بمديرية كحلان الشرف التابعة لمحافظة حجة، بلغ تعداد سكانها 1444 نسمة حسب تعداد اليمن لعام 2004.